# Ankaratrotrox sechellensis
Ankaratrotrox sechellensis är en skalbaggsart som beskrevs av Renaud Maurice Adrien Paulian 1974. Ankaratrotrox sechellensis ingår i släktet Ankaratrotrox och familjen Aulonocnemidae. Inga underarter finns listade i Catalogue of Life.